# Карликовий метелик
Карликовий метелик — декоративна порода кролів з чорним метеликом на білій мордочці і чорними вухами.

## Історія
В Європі ця порода кролів з'явилися в кінці XIX століття, але й до нашого часу широко не розповсюджена.

## Біологічні характеристики
Карликовий метелик має циліндричний тулуб, округлену задню частину, коротку голову. Лапи у них середньої довжини, хвіст притиснутий до тулуба, а у самок відсутнє підгруддя. Стандартна довжина вух становить від 75 до 85 мм. Вони мають близьке розташування і рясно вкриті шерстю.
Для цієї породи основним забарвленням вважається білий колір. Допускаються двокольорові кролики: білий з чорним або білий з блакитним. Зустрічаються триколірні кролики, біло-жовто-чорні. Сама шерсть повинна бути з хорошим блиском. Недостатній блиск вважається дефектом породи. Очі мають колір відповідний окрасу породи.
Малюнок тварини симетричний. На мордочці, обхоплюючи ніс і нижню щелепу, розташований малюнок у вигляді метелика. Очі мають широке, замкнуте обведення. Плями на щоках у формі овалу або кола. Уздовж хребта проходить смуга шириною близько 10 мм, що нагадує ремінь. Межі цієї смуги чітко виражені і з'єднуються з трикутником на шиї, який йде від основи вух. Вуха пофарбовані повністю. На боках зустрічається від 4 до 6 плям з діаметром приблизно 15 мм. Кігті як правило безбарвні, хоча зустрічаються і пофарбовані.
Краса породи привертає до себе увагу селекціонерів. До умов утримання та кормів кролі не вибагливі, але дуже складні в розведенні. Самки приносять від 2 до 3 кроленят за послід. Проте не маючи достатнього досвіду і терпіння не можна домогтися навіть такого результату.